# Lijst van Deense ministers van Onderwijs

## Ministers van Onderwijs van Denemarken (1982–heden)
| Minister van Onderwijs           | Minister van Onderwijs   | Minister van Onderwijs             | Ambtstermijn               | Ambtstermijn     | Partij(en)     | Premier(s)                          | Kabinet(en)                                            | Overige functie(s)                   |
| -------------------------------- | ------------------------ | ---------------------------------- | -------------------------- | ---------------- | -------------- | ----------------------------------- | ------------------------------------------------------ | ------------------------------------ |
|                                  | Bertel Haarder           | Bertel Haarder (1944)              | 10 september 1982          | 25 januari 1993  | VDL            | Poul Schlüter (1982–1993)           | Schlüter I                                             |                                      |
| Schlüter II                      | Bertel Haarder           | Bertel Haarder (1944)              | 10 september 1982          | 25 januari 1993  | VDL            | Poul Schlüter (1982–1993)           | Minister van Hoger Onderwijs Wetenschap en Technologie |                                      |
| Schlüter III                     | Bertel Haarder           | Bertel Haarder (1944)              | 10 september 1982          | 25 januari 1993  | VDL            | Poul Schlüter (1982–1993)           | Minister van Hoger Onderwijs Wetenschap en Technologie |                                      |
| Schlüter IV                      | Bertel Haarder           | Bertel Haarder (1944)              | 10 september 1982          | 25 januari 1993  | VDL            | Poul Schlüter (1982–1993)           | Minister van Hoger Onderwijs Wetenschap en Technologie |                                      |
|                                  |                          | Ole Vig Jensen (1936–2016)         | 25 januari 1993            | 24 maart 1998    | RV             | Poul Nyrup Rasmussen (1993–2001)    | P.N. Rasmussen I                                       |                                      |
| P.N. Rasmussen II                |                          | Ole Vig Jensen (1936–2016)         | 25 januari 1993            | 24 maart 1998    | RV             | Poul Nyrup Rasmussen (1993–2001)    |                                                        |                                      |
| P.N. Rasmussen III               | Minister voor Godsdienst | Ole Vig Jensen (1936–2016)         | 25 januari 1993            | 24 maart 1998    | RV             | Poul Nyrup Rasmussen (1993–2001)    |                                                        |                                      |
|                                  | Margrethe Vestager       | Margrethe Vestager (1968)          | 24 maart 1998              | 27 november 2001 | RV             | Poul Nyrup Rasmussen (1993–2001)    | P.N. Rasmussen IV                                      | Minister voor Godsdienst (1998–2000) |
|                                  | Ulla Tørnæs              | Ulla Tørnæs (1962)                 | 27 november 2001           | 18 februari 2005 | VDL            | Anders Fogh Rasmussen (2001–2009)   | A.F. Rasmussen I                                       |                                      |
|                                  | Bertel Haarder           | Bertel Haarder (1944)              | 18 februari 2005           | 23 februari 2010 | VDL            | Anders Fogh Rasmussen (2001–2009)   | A.F. Rasmussen II                                      | Minister voor Godsdienst             |
| A.F. Rasmussen III               | Bertel Haarder           | Bertel Haarder (1944)              | 18 februari 2005           | 23 februari 2010 | VDL            | Anders Fogh Rasmussen (2001–2009)   | Minister voor Noorse Samenwerking                      |                                      |
| Lars Løkke Rasmussen (2009–2011) | Bertel Haarder           | Bertel Haarder (1944)              | 18 februari 2005           | 23 februari 2010 | VDL            | L.L. Rasmussen I                    | Minister voor Noorse Samenwerking                      |                                      |
| Lars Løkke Rasmussen (2009–2011) |                          | Søren Pape Poulsen                 | Tina Nedergaard (1969)     | 23 februari 2010 | 8 maart 2011   | L.L. Rasmussen I                    | VDL                                                    |                                      |
| Lars Løkke Rasmussen (2009–2011) |                          | Troels Lund Poulsen                | Troels Lund Poulsen (1976) | 8 maart 2011     | 3 oktober 2011 | L.L. Rasmussen I                    | VDL                                                    |                                      |
|                                  | Christine Antorini       | Christine Antorini (1965)          | 3 oktober 2011             | 28 juni 2015     | SD             | Helle Thorning- Schmidt (2011–2015) | Thorning- Schmidt I                                    |                                      |
| Thorning- Schmidt II             | Christine Antorini       | Christine Antorini (1965)          | 3 oktober 2011             | 28 juni 2015     | SD             | Helle Thorning- Schmidt (2011–2015) |                                                        |                                      |
|                                  | Ellen Trane Nørby        | Ellen Trane Nørby (1980)           | 28 juni 2015               | 28 november 2016 | VDL            | Lars Løkke Rasmussen (2015–2019)    | L.L. Rasmussen II                                      |                                      |
|                                  | Merete Riisager          | Merete Riisager (1976)             | 28 november 2016           | 27 juni 2019     | LA             | Lars Løkke Rasmussen (2015–2019)    | L.L. Rasmussen III                                     |                                      |
|                                  |                          | Pernille Rosenkrantz- Theil (1977) | 27 juni 2019               | 15 december 2022 | SD             | Mette Frederiksen (2019–heden)      | Frederiksen I                                          |                                      |
|                                  | Mattias Tesfaye          | Mattias Tesfaye (1981)             | 15 december 2022           | heden            | SD             | Mette Frederiksen (2019–heden)      | Frederiksen II                                         |                                      |